# Spermacoce squamosa
Spermacoce squamosa är en måreväxtart som först beskrevs av August Heinrich Rudolf Grisebach, och fick sitt nu gällande namn av Carl Ernst Otto Kuntze. Spermacoce squamosa ingår i släktet Spermacoce och familjen måreväxter.
Artens utbredningsområde är Kuba. Inga underarter finns listade i Catalogue of Life.